# Henryk Frąckiewicz

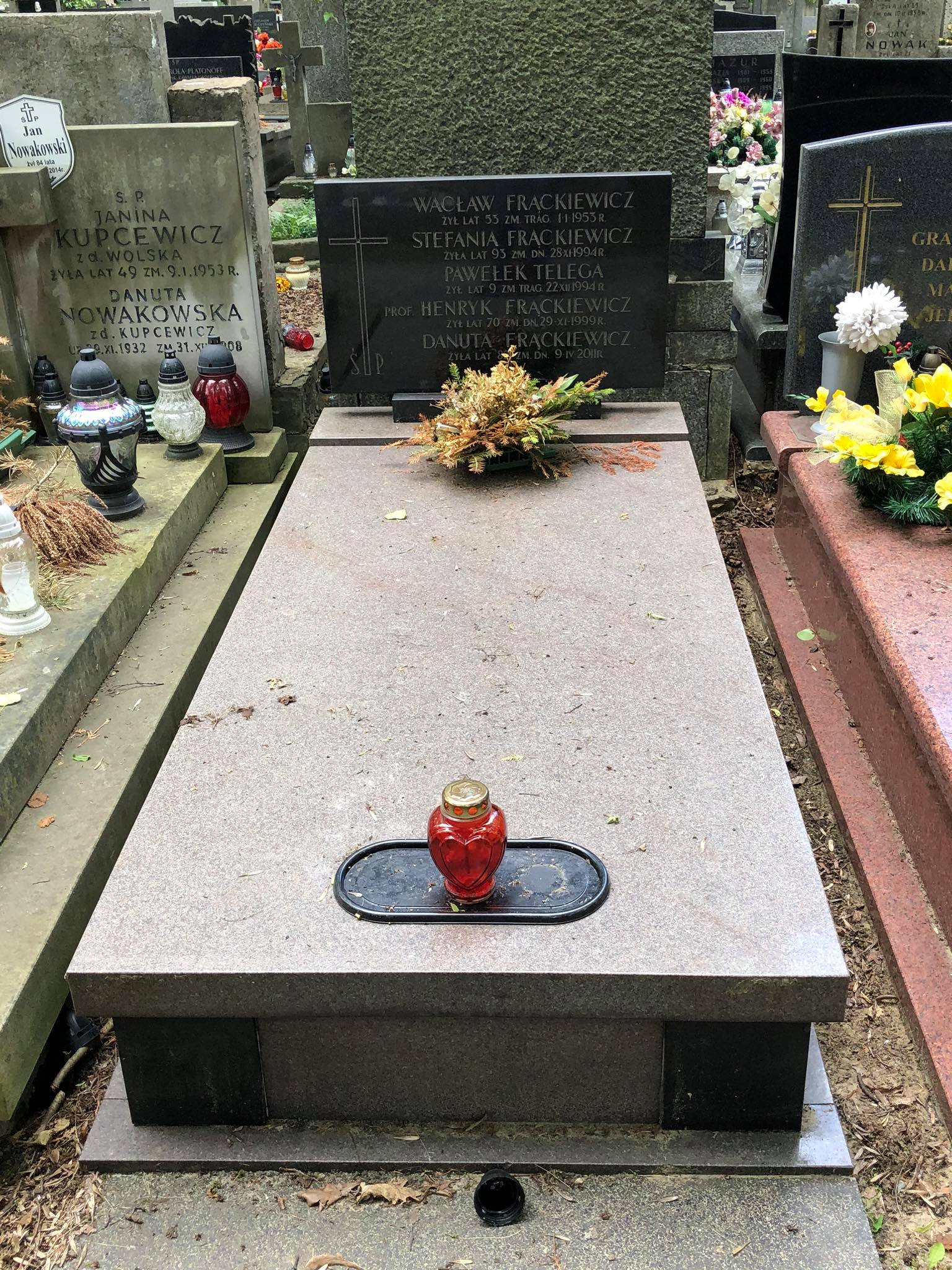
Grób Henryka Frąckiewicza na cmentarzu Bródnowskim

Henryk Roman Frąckiewicz (ur. 9 kwietnia 1929 w Łodzi, zm. 29 listopada 1999 w Warszawie) – profesor, członek korespondent PAN, były rektor Politechniki Świętokrzyskiej.

## Życiorys
W 1957 uzyskał stopień magistra inżyniera na Politechnice Warszawskiej, w 1962 został kandydatem nauk fizyczno-matematycznych. 
Był członkiem PZPR, członkiem egzekutywy KW PZPR w Kielcach w latach 1970–1975, starszym inspektorem ds. wyższych uczelni technicznych Wydziału Nauki i Oświaty KC PZPR. w latach 1975–1989. Studia ukończył na Politechnice Warszawskiej, gdzie również habilitował się. W 1970 r. został po raz pierwszy rektorem Kielecko-Radomskiej Wyższej Szkoły Inżynierskiej. To właśnie podczas tej kadencji, w latach 1970–1975, głównie dzięki jego staraniom, uczelnia została zbudowana w swoim podstawowym kształcie oraz uzyskała rangę politechniki.
Od 1975 pracował w Instytucie Podstawowych Problemów Techniki Polskiej Akademii Nauk, gdzie kierował Zakładem Teorii Konstrukcji i Pracowni Mechaniki Ośrodków Dyskretnych, a następnie całym Instytutem. Z jego inicjatywy powstał wówczas Międzyresortowy Ośrodek Naukowo-Dydaktyczny Laserowych Technologii Metali z siedzibą w Politechnice Świętokrzyskiej w Kielcach.
Był uznanym naukowcem, którego osiągnięcia spowodowały, iż w 1986 r. został członkiem korespondentem Polskiej Akademii Nauk. Był twórcą oryginalnej i jedynej w świecie polskiej technologii kształtowania laserowego metali. Prace nad tym zagadnieniem zostały następnie podjęte przez wiele ośrodków naukowych. Rezultaty naukowe uzyskane przez prof. Henryka Frąckiewicza nad laserowymi technologiami zaowocowały w latach 1994–1998 ośmioma patentami, w tym trzema udzielonymi przez amerykański urząd patentowy jako współautorowi.
Był twórcą unikalnego laboratorium laserowego kształtowania metali, a następnie jedynego w Polsce ośrodka naukowego w tej dziedzinie – Centrum Laserowych Technologii Metali – powołanego w 1996 roku jako wspólna jednostka Polskiej Akademii Nauk i Politechniki Świętokrzyskiej.
W 1996 został wybrany na rektora Politechniki Świętokrzyskiej na kadencję 1996–1999, a wiosną 1999 na kolejną kadencję 1999–2002.
Został pochowany na cmentarzu Bródnowskim (kw. 4F-6-26).

## Odznaczenia
- Krzyż Kawalerski Orderu Odrodzenia Polski;
- Medal Komisji Edukacji Narodowej.